# 新潟県道310号荒沢塩野町線
新潟県道310号荒沢塩野町線（にいがたけんどう310ごう あらさわしおのまちせん）は、新潟県村上市内を通る一般県道である。

## 概要

### 路線データ
- 起点：新潟県村上市荒沢字西山
- 終点：新潟県村上市塩野町字江向（国道7号交点）

## 地理

### 通過する自治体
- 新潟県村上市

### 接続する道路
- 村上市道（起点：村上市荒沢字西山）
- 国道7号（終点：村上市塩野町字江向）

### 周辺
- 村上市立塩野町小学校
- 塩野町郵便局
- 蔵王山
- 大須戸川